# Хрипков, Александр Васильевич
Александр Васильевич Хрипков (1918 - ?)  — советский инженер-металлург, специалист по выплавке стали, лауреат Ленинской премии 1958 года.
Член КПСС с 1940 года.
Окончил Донецкий индустриальный институт (1940).
С 1941 года работал на заводе «Красное Сормово» (г. Горький).
Во время Великой Отечественной войны вместе с инженером Николаем Павловичем Майоровым внёс ряд рационализаторских предложений, благодаря которым в 2 раза сократилось время выплавок за счет применения метода «простого переплава». Награждён орденом Красной Звезды (05.08.1944) — на тот момент начальник плавильного отделения.
B 1952—1958 rr . начальник установки непрерывной разливки стали. Эта установка была создана благодаря кропотливой работе. Её построили по проекту, разработанному заводом в содружестве научными сотрудниками Института металлургических проблем ЦНИИЧМ, и запустили 28 мая 1955 г., на ней было освоено производство непрерывных заготовок унифицированного сечения, предназначенных для проката на листовом стане и на крупносортном станах.
С сентября 1958 г. — руководитель специальной исследовательской группы.
Ленинская премия 1958 года (в составе авторского коллектива).